# Parc quasi national de Zaō
Le parc quasi national de Zaō (蔵王国定公園, Zaō Kokutei Kōen) est un parc quasi national situé dans les préfectures de Miyagi et de Yamagata au Japon. Créé le 8 août 1963, il s'étend sur 396,35 km2.